# Solana de la Gavarnera
La Solana de la Gavarnera és una solana del terme municipal de Conca de Dalt, a l'antic terme d'Hortoneda de la Conca, al Pallars Jussà, en territori que havia estat del poble d'Hortoneda.
Es troba al sud-est d'Hortoneda, a la dreta de la llau de la Gavarnera, al nord de l'Obaga de la Canya i a migdia del Serrat Gros.

## Etimologia
Joan Coromines associa Gavarnera i Gavernera a Gavarrera. Totes dues són variants diferents del nom de la planta de la gavarra, i tenen el significat de serrat embardissat. Aquest mot és d'origen iberobasc, associat amb el bas gaparra (esbarzer). La primera part del topònim, solana fa referència al tipus de territori de què es tracta (vegeu solana).